# 马跃案
马跃案，是指发生在2010年8月23日22时45分，大学生马跃在北京地铁2号线鼓楼大街站等候末班车时坠入轨道遭受电击身亡的事件。根据中国法医学会的鉴定，警方认定马跃为自杀；根据西城区安全生产监督管理总局的报告，此事故非北京地铁的安全生产责任事故。原法医学会副会长王雪梅对鉴定提出疑点并辞职以表示抗议。马跃母亲孟朝红对相关官方报告不认可，从而在2013年对西城区政府提起行政诉讼。

## 事件过程
- 2010年8月23日22时45分，21岁的大学生马跃在北京地铁2号线鼓楼大街站等候末班车时，从站台掉入轨道，被第三轨高压电击中不幸身亡。
- 之后，中国法医学会出具鉴定结论为：马跃血液中无酒精，毒物分析无异常，体表无打击伤，符合电击导致急性呼吸、心脏骤停死亡。警方据此排除他杀和刑事案件。
- 2010年9月16日，马跃母亲孟朝红向北京市安监局实名举报北京地铁公司在事故发生后，不仅未向安监部门报告事故，反而对马跃坠入地铁的第三轨附近电缆进行全面拆除，致使事发现场遭到严重破坏。
- 2010年10月，西城区安监局出具调查报告，认定该事故不属于安全生产责任事故。
- 2011年2月，孟朝红因对调查报告不认可，向北京市政府提出行政复议。申请将西城区安监部门对于事故为电击致死，而非生产安全事故的审议撤销。
- 2013年4月，行政复议结果为，维持调查报告原有意见。孟朝红对西城区政府提起行政诉讼。
- 2013年8月19日，马跃案开庭。在案件开庭前，原中国法医学会副会长王雪梅公开表示，该学会对此案件出具的鉴定结论“荒谬、不负责任”，“作为中国法医学会现任的副会长是零容忍的”，并因此辞职[1]。

## 王雪梅分析
著名法医王雪梅认为马跃在鼓楼大街站先后共遭遇三次电击，最终导致死亡。而三次电击的产生均与北京地铁公司有关。

### 第一次
车站空气中的高压电弧击中了马跃导致其处于浅昏迷状态，并使其保持右手握持手机和左手插在裤兜里的放松姿势，自站台中直挺挺头冲下摔进轨道。双耳眼镜腿附近的电烧伤以及面部伤口可为证据。这次未通过心脏的非致命一过性高压电击使马跃昏迷并坠入列车运行轨道附近。马跃佩戴的眼镜事发后下落不明。

### 第二次

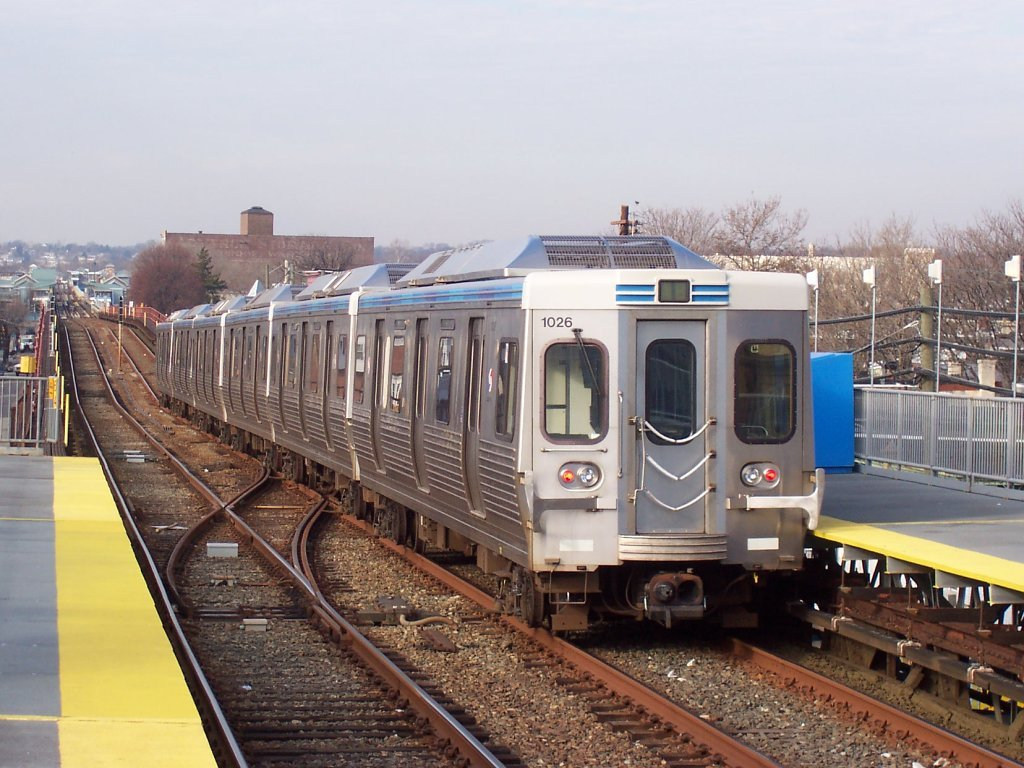
与北京地铁2号线供电轨道相似的费城地铁蓝线。供电轨道进入车站后藏于站台墙根凹槽内

左侧卧于轨道边无意识的马跃被一名工人用绝缘工具拖拽右下颚直至站台下墙根。而在拖拽工具离开后，马跃身体受到工具冲力。左侧肩背部顺势与隐藏于墙根凹槽内 的高压电轨接触形成电流入口，左侧腹股沟处的电烧伤为电流出口。因过电的极度痉挛导致与高压电轨道脱离，一过式的点接触电击伤害停止。根据面部五条向上流的血迹可以确定，马跃在离开高压电后心脏收缩了五下后骤停。因死亡后血小板丧失凝血功能，右颈部凝固的血迹可表明此伤口在马跃死亡前形成。

### 第三次
事发一刻钟后才接到地铁方面电话通知而赶来的医生，根据现场焦糊味道推测马跃因电击致死。医生在接受警方近一小时（2010年8月23日23时25分至次日 0点20分）询问后离开。然而王雪梅认为，实际上在急救医生离开后，尚生存的马跃遭受了持续不断的第三次电击。体位为仰卧，上半身直接接触凹槽内的高压电轨，而双腿接触列车运行轨道连接成为电流通路。根据大面积爆裂的烧伤可以推断受害者遭遇了多次长时间的电击。。而根据尸体解剖后发现小腿的水泡以及肺部多达一千克的积水可以表明马跃在电击过程中生理反应强烈，尚未死亡。然而之前离开的急救站医生的诊断则为“马跃已无生命体征，且身体明显出现死后的状况”。

## 后续
事发后，北京地铁作出了在1号线、八通线、2号线和13号线地铁安装半高屏蔽门的决定，这令王雪梅和孟朝红感到欣慰。